# تاكاشي تاكوساكوا
تاكاشي تاكوساگَوا (باليابانية: 田草川 貴) (12 فبراير 1981 في طوكيو في اليابان – )؛ هو لاعب كرة قدم ياباني سابق كان يلعب كحارس مرمى.

## وصلات خارجية
- تاكاشي تاكوساكوا على موقع رابطة كرة القدم اليابانية للمحترفين (اليابانية)
- تاكاشي تاكوساكوا على موقع عالم كرة القدم.نت (الإنجليزية)